# Ostružná (řeka)
Ostružná (výjimečně se lze setkat i s názvem Pstružná) je levostranný přítok řeky Otavy v okrese Klatovy v Plzeňském kraji. Délka toku činí 41,3 km. Plocha povodí měří 168,6 km².

## Průběh toku
Řeka pramení na Šumavě, zhruba 2 km severovýchodně od Hadího vrchu (1025 m), v nadmořské výšce 938 m. Na horním toku potok proudí nejprve severozápadním až severním směrem. U Čachrova se obrací na východ k obci Velhartice (kde na ostrohu nad levým břehem stojí hrad Velhartice) a odtud směřuje dále na severovýchod ke Kolinci. Zde se Ostružná stáčí k jihovýchodu. Tímto směrem proudí až ke svému ústí do řeky Otavy, které se nachází pod městem Sušice, na jejím 88,9 říčním kilometru, v nadmořské výšce 452 m.

### Větší přítoky
- levé – Šukačka, Jindřichovický potok, Kalný potok, Tedražický potok
- pravé – Kunkovický potok, Čeletický potok, Svojšický potok

## Vodní režim
Průměrný průtok v Kolinci na 13,4 říčním kilometru činí 1,22 m³/s.
Hlásný profil:
| místo   | říční km | plocha povodí | průměrný průtok (Qa) | stoletá voda (Q100) |
| ------- | -------- | ------------- | -------------------- | ------------------- |
| Kolinec | 13,40    | 91,68 km²     | 1,22 m³/s            | 72,0 m³/s           |

## Mlýny
Mlýny jsou seřazeny po směru toku řeky.
- Flossmanův mlýn – Ujčín, č.p. 10
- Vodní mlýn v Hrádku – Hrádek u Sušice, kulturní památka

## Galerie

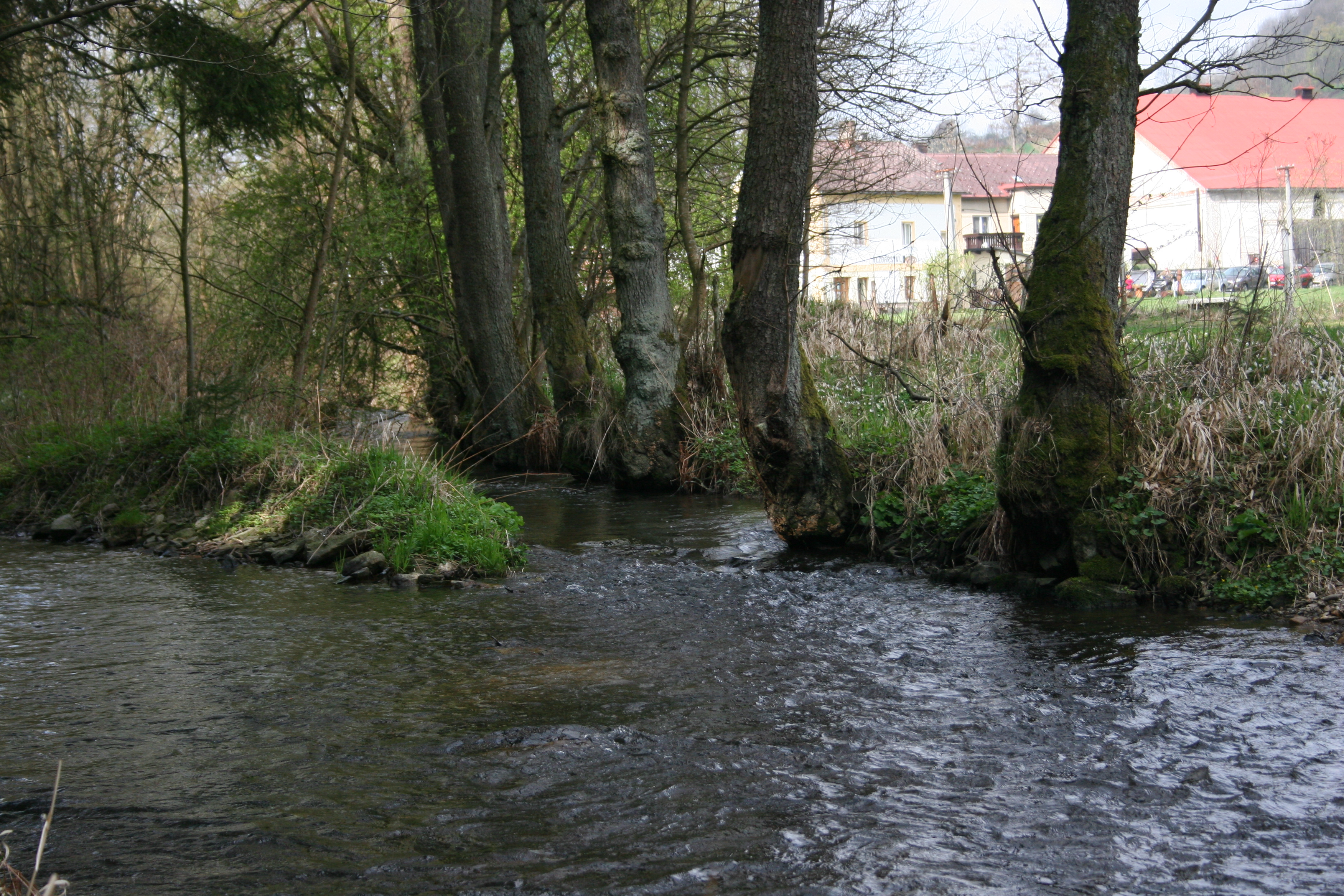
Ostružná u Velhartic
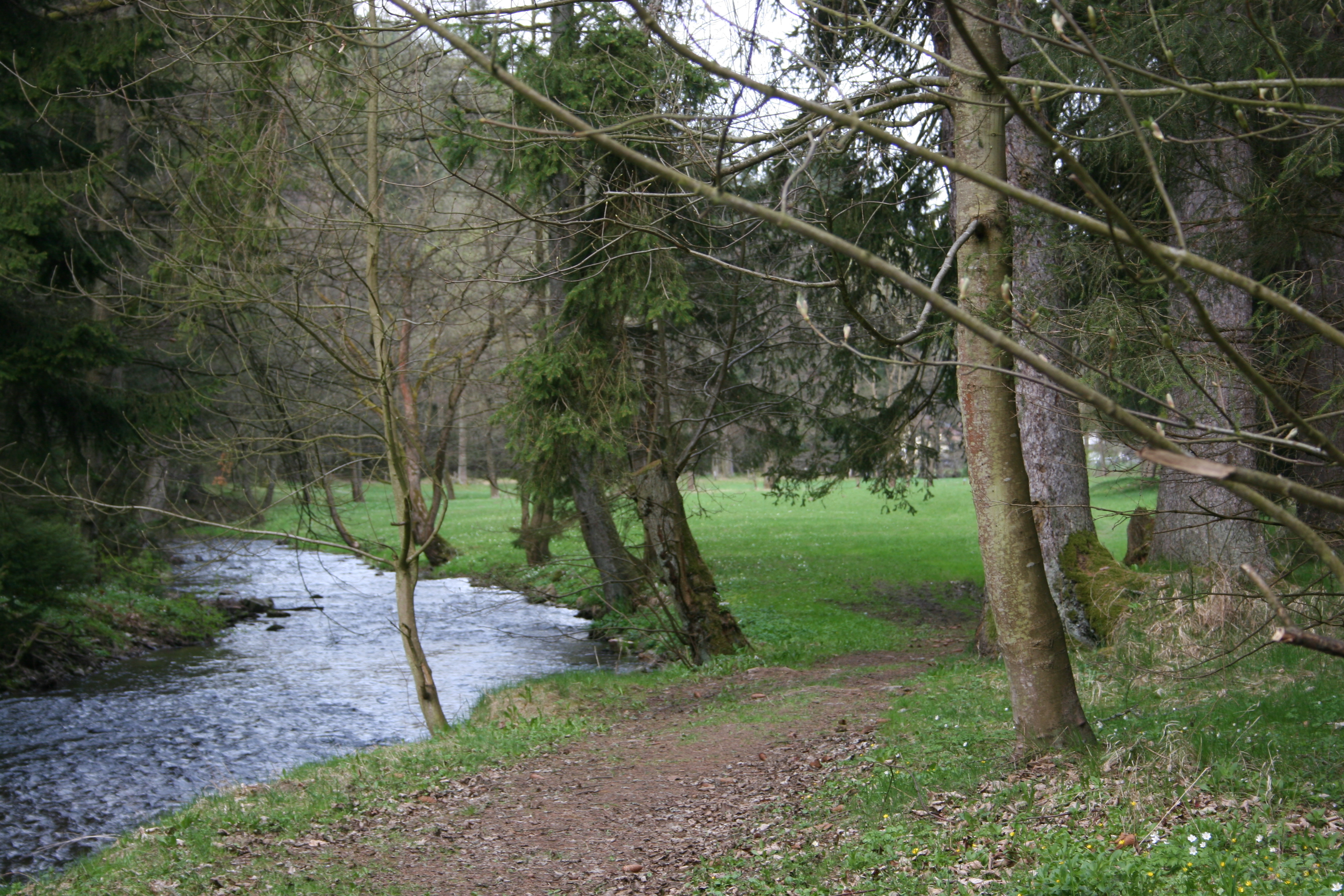
V lese
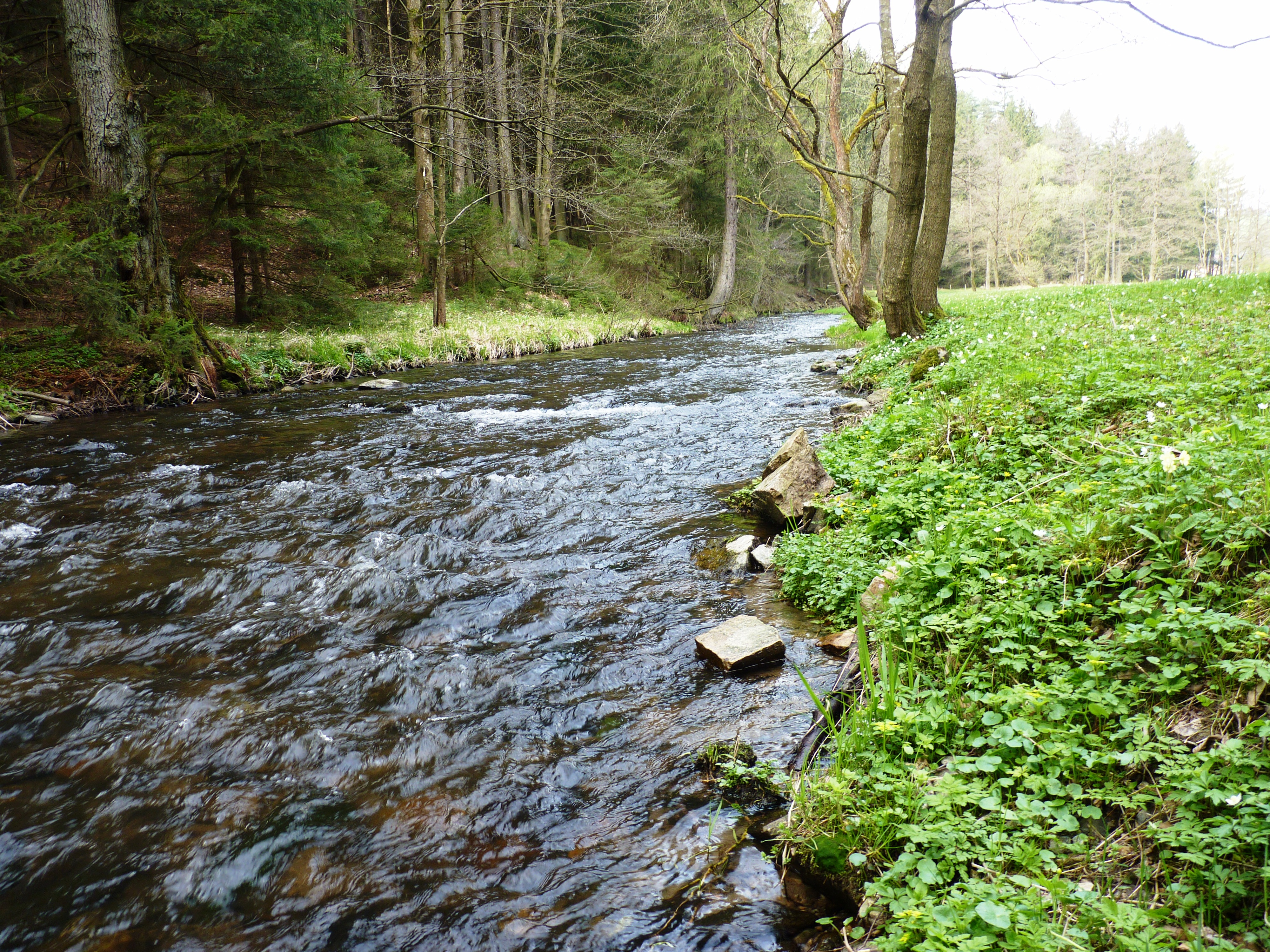
Detail toku u Velhartic